# まんが 太田の歴史
『まんが 太田の歴史』（まんが おおたのれきし）は、古城武司による日本の学習漫画。太田市企画部広報広聴課 編。太田市より1993年7月発行。

## 概要
全273ページ。内容はそれぞれ旧石器時代（岩宿時代）、縄文時代、弥生時代、古墳時代、奈良時代、平安時代、鎌倉時代、室町時代、安土桃山時代、江戸時代、明治時代、大正時代、昭和時代、平成に渡るそれぞれの歴史の群馬県太田市の歴史を解説している。太田市内の小中学校の多くの図書室には必ずといっていいほど置かれており、また市営図書館にも存在する。また市内の一般家庭でも所持している家庭は存在している。なおこの漫画が発行された年が1993年のため、現在の合併後によるそれぞれの地域の歴史には対応していない。

## 主な登場人物
新田（にった）
太田と比べて細めの体格。間違えて学園祭で太田の歴史について発表することになる。
太田（おおた）
新田と比べて太めの体格。物を食べている描写が多い。間違えて学園祭で太田の歴史について発表することになる。
宮沢リエ（みやざわりえ）
新田と太田が通う学校のマドンナ。なお表紙には絵が出ているものの、本作ではほとんど登場しない。
新田金山
太田市の象徴。太古の頃から存在する。本作では二人の先導役となる。

## 登場する主な歴史上の人物
- 新田義貞
- 由良成繁
- 呑龍上人
- 高山彦九郎
- 新田満次郎
- 葉住利蔵
- 武藤金吉
- 須永好
- 中島知久平